# Хойтен
Хойтен (нем. Heuthen) — община в Германии, в земле Тюрингия. 
Входит в состав района Айхсфельд. Подчиняется управлению Лайнеталь.  Население составляет 763 человека (на 31 декабря 2010 года). Занимает площадь 10,08 км².